# إبراهيم تورامان
إبراهيم تورامان (بالتركية: İbrahim Toraman)‏ هو لاعب كرة قدم تركي في مركز الدفاع ولد في يوم 20 نوفمبر 1981 في مدينة سيواس في تركيا، يلعب حالياً مع نادي سيفاسبور معار من بشكتاش ولعب أيضاً مع غازي عنتاب سبور، كما لعب مع منتخب تركيا لكرة القدم في 30 مباراة دولية وسجل هدف واحد، يبلغ طول اللاعب 179 سم.

## روابط خارجية
- إبراهيم تورامان على موقع الاتحاد الدولي (مؤرشف)  (الإنجليزية)
- إبراهيم تورامان على موقع الاتحاد الأوربي (الإنجليزية)
- إبراهيم تورامان على موقع اتحاد تركيا (لاعب) (الإنجليزية)
- إبراهيم تورامان على موقع قاعدة بيانات كرة القدم.إي يو (الإنجليزية)
- إبراهيم تورامان على موقع ناشيونال فوتبول تيمز (الإنجليزية)
- إبراهيم تورامان على موقع عالم كرة القدم.نت (الإنجليزية)